# 斯邁利鎮區 (明尼蘇達州彭寧頓縣)
斯邁利鎮區（英語：Smiley Township）是位於美國明尼蘇達州彭寧頓縣的一個行政鎮區。

## 地方資料
斯邁利鎮區的面積為93.74平方千米，當中陸地面積為93.24平方千米，而水域面積為0.49平方千米。根據2020年美國人口普查的數據，當地共有人口620人，而人口密度為每平方千米6.61人。